# Agnes Miller Parker
Agnes Miller Parker (ur. 1895 w Irvine, zm. 1980) – brytyjska malarka, graficzka oraz ilustratorka.

## Życiorys
Studiowała w Glasgow School of Art. W 1918 roku wyszła za mąż za artystę Williama McCance’a, który w tym czasie odbywał karę za odmowę dołączenia do wojska podczas I wojny światowej. W 1920 roku małżeństwo przeniosło się do Londynu i dołączyło do artystów tworzących w duchu wortycyzmu. Para należała do nielicznego grona szkockich artystów zainteresowanego modernizmem. W tym okresie Miller Parker malowała temperą, jednocześnie sama nauczyła się podstaw techniki drzeworytu. Przyjaźniła się z pisarką Naomi Mitchison, współpracowała twórczo z Blairem Hughesem Stantonem i Gertrude Hermes, którzy wsparli jej rozwój artystyczny. W 1930 roku rozpoczęła z mężem pracę dla oficyny artystycznej Gregynog Press, gdzie Miller Parker zajęła się ilustracją, tworząc m.in. grafiki do The Fables of Esope (1932) i XXI Welsh Gypsy Folk-Tales (1933). Do jej najbardziej znanych ilustracji z następnych lat należą prace w Elegy Written in a Country Churchyard Thomasa Graya, Through the Woods. The English Woodland – April to April (1936) i Down the River (1937) Herberta Ernesta Batesa, oraz w zbiorze poezji Williama Shakespeare’a z 1958 roku. W 1955 roku rozstała się z mężem, w latach 60. wróciła do Szkocji, gdzie osiadła w Arran.  